# Codex Vaticanus graecus 1208
Le codex vaticanus graecus 1208 est un manuscrit enluminé du XIIIe siècle conservé à la Bibliothèque apostolique vaticane à Rome. Il s'agit du texte écrit en grec des Actes des Apôtres.

## Historique et description
Ce manuscrit de parchemin est composé de cinquante fascicules de quatre feuillets, sauf le I et le L (feuillets 1-4, pages 392-395) de deux feuillets; le II (feuillets 5-14) de cinq feuillets; le XXV et le XXXVII (feuillets 190-195; 292-296) de trois feuillets. Il comporte donc 385 feuillets. Les fascicules sont contresignés dans l'angle inférieur droit au verso du dernier feuillet, ainsi que d'une petite croix au centre de la marge supérieure du premier feuillet.
Il est orné de trois miniatures de pleine page représentant saint Luc et saint Jacques (folio 3 verso), saint Pierre et saint Jean (folio 4 recto), ainsi que saint Jude et saint Paul (folio 4 verso), sur fond or.
Les textes sont décorés de motifs ornementaux en bleu, vert et en feuille d'or, et rédigé en onciales d'or, inspirées des modèles graphiques des Xe et XIe siècles byzantins.
Il a été rédigé à Constantinople au XIIIe siècle et constitue un des éléments les plus luxueux des codices de l'Empire romain d'Orient de cette fin de siècle, après la reconquête de l'empereur Paléologue. Il est offert par la reine de Chypre, Charlotte de Lusignan, qui le tenait de sa mère, à Innocent VIII, alors qu'elle se trouvait en exil à Rome, peu avant 1487.
Il est relié d'une reliure de planchettes d'ébène et d'ivoire comportant les armoiries d'Innocent XII. Le feuillet 1 recto comporte les armes de Charlotte de Lusignan et d'Innocent VIII. La reliure de l'époque d'Innocent VIII était copertus imbrocatus in pavonatio.
Montaigne demanda à consulter ce manuscrit précieux pendant sa visite de la Bibliothèque apostolique vaticane, le 6 mars 1581, ainsi qu'il le relate dans son Journal: « ...il y a des Actes des Apôtres escrits en très belle lettre d'or grecque, aussi vifve et récente que si c'étoit aujourd'hui. Cette lettre est massive et a un cors solide et eslevé sur le papier, de façon que si vous passés la main par dessus, vous y santés de l'espessur... »